# Wiedersehen in Howards End (Film)
Wiedersehen in Howards End (Originaltitel: Howards End) ist ein britischer Spielfilm aus dem Jahr 1992. Die Verfilmung des gleichnamigen Romans von E. M. Forster entstand unter der Regie von James Ivory. Die Hauptrollen sind mit Anthony Hopkins, Emma Thompson, Vanessa Redgrave und Helena Bonham Carter besetzt.

## Handlung
Im spätviktorianischen England treffen sich die Wege der unkonventionellen Schlegel-Schwestern, die in liberaler Bohème leben, mit denen der traditionell-konservativen Familie Wilcox. Vor dem Hintergrund der sozialen Gegensätze entfaltet sich ein subtiles Psychogramm der englischen Gesellschaft jener Tage.
Seit dem Tod der Eltern bewohnen die drei Geschwister Schlegel – Margaret (Älteste), Helen und Theobald (genannt Tibby, Jüngster) – allein ihr Geburtshaus in London. Auf einer Deutschlandreise haben die beiden Schwestern das Ehepaar Henry und Ruth Wilcox kennengelernt und eine Einladung auf deren englischen Landsitz Howards End erhalten. Helen kann diese Einladung nur allein annehmen und verliebt sich dort nach einigen Tagen in Paul, den jüngeren der beiden Söhne der Wilcox’. Als sie darüber bereits begeistert in einem Brief an ihre Schwester berichtet hat, erklärt ihr Paul, dass er sich wegen einer bevorstehenden langen Afrikareise vorerst nicht binden wird. Am Boden zerstört telegrafiert sie dies ihrer Schwester mit der Bitte, niemandem von dem vorausgegangenen Brief zu erzählen, aber das ist zu spät: Auch die zu Besuch gekommene Tante Juley weiß bereits davon und ist sogar unterwegs nach Howards End, um sich ein Bild von der Familie Wilcox und speziell dem zukünftigen Ehemann der Nichte zu machen. Noch bevor sie aber am Landsitz ankommt, erfährt sie am Bahnhof auf eine recht unvorteilhafte Weise, dass es keine solche Beziehung gibt, und so wird die Angelegenheit für die ganze Familie zu einer Schmach. Entsprechend empfinden alle es als eine Belastung, als die Familie Wilcox einige Zeit später zufälligerweise genau in das gegenüberliegende Haus einzieht, nachdem der ältere Sohn Charles sich mit Dolly verheiratet hat und die ganze Familie ihr Glück über dieses Ereignis nach außen trägt.
In der Zwischenzeit haben die drei Geschwister den in äußerst bescheidenen Verhältnissen lebenden Versicherungsangestellten Leonard Bast kennengelernt. Helen und er fühlen sich von Anfang an stark angezogen, er meidet aber regelmäßigen Kontakt zu den wohlhabenden Geschwistern. Er lebt mit seiner Verlobten Jacky zusammen, die er, noch 20 Jahre alt, erst volljährig mit dem 21. Lebensjahr heiraten kann. Wie man später erfährt, hat er Jacky nicht aus Liebe die Ehe versprochen, sondern aus Mitgefühl, um sie aus einer sehr misslichen Situation zu befreien. Die Schwestern versuchen über Henry, eine besser bezahlte Stelle für ihn zu finden, der aber möchte keine Gedanken an Menschen solchen sozialen Standes verschwenden. Als Henry beiläufig von den Schwestern den Namen der Versicherungsgesellschaft hört, bei der Leonard arbeitet, sagt er spontan, der junge Mann solle lieber so schnell wie nur möglich zu einem anderen Arbeitgeber wechseln, da seine Gesellschaft wegen gewisser ungünstiger Umstände in die Insolvenz gehen werde, und empfiehlt dabei eine bestimmte Bank. Die Schwestern schaffen es, Leonard zu diesem Wechsel des Arbeitgebers zu bewegen, wo er noch weniger verdient als zuvor. Als er diese Stelle aber nach kurzer Zeit wieder verliert, weil Personal abgebaut und den zuletzt Eingestellten als Erstes gekündigt wird, wenden sich die Schwestern erneut an Henry. Der gibt noch immer an, nichts tun zu können, und zeigt weiter seinen Unwillen, sich mit einem Menschen in solchen Verhältnissen zu beschäftigen. Dabei erfahren sie von ihm nebenbei, dass die Versicherungsgesellschaft rechtzeitig ihre Dinge in Ordnung gebracht hatte und jetzt sehr gut dasteht, der Rat zum Wechsel der Stelle Leonard also rundherum geschadet hat. Helen ist außer sich vor Wut über Henrys Desinteresse, eine gewisse Mitverantwortung für Leonards Situation anzuerkennen und sich mit einer möglichen Verbesserung von dessen Schicksal zu beschäftigen, und hat ab da eine grundlegend ablehnende Haltung Henry gegenüber.
Zwischenzeitlich sind sich Margaret und Ruth trotz ihrer sehr unterschiedlichen Art nähergekommen und schließlich gute Freundinnen geworden. Ruth erzählt von ihrer Liebe zu ihrem Geburtshaus Howards End und dass niemand anderes in ihrer Familie wirkliches Interesse daran zeigt und das Haus kaum bewohnt wird. Als Margaret ihrerseits erzählt, wie sie an ihrem Geburtshaus hängt und dass sie und ihre Geschwister dieses bald verlieren werden, möchte Ruth ihr unbedingt Howards End zeigen. Und da sie kurz vor einer Operation steht, von der sie niemandem verraten hat, und sie eine Vorahnung hat, dass sie danach auf absehbare Zeit keine Möglichkeit mehr dazu haben könnte, will sie sofort aufbrechen. Am Bahnhof kommen ihnen aber Henry und die Tochter Evie entgegen, die gerade auf dem Weg zurück nach Hause sind, und Henry setzt durch, dass auch Ruth umkehrt und mit ihnen kommt. Kurz nach der Operation stirbt Ruth, ohne dass sie oder Margaret nach Howards End gefahren waren. Henry erhält vom Krankenhaus einen mit Bleistift geschriebenen Zettel, auf dem Ruth ohne Datum oder Unterschrift Howards End an Margaret vererbt. Er organisiert ein Treffen mit seinen Kindern, wobei seine Schwiegertochter Dolly anwesend ist anstelle von Paul, der noch nicht aus Afrika zurückgekehrt ist. Charles und vor allem Evie und Dolly möchten auf jeden Fall, dass Howards End in Familienbesitz bleibt und an eins der drei Geschwister vererbt wird, und alle vier sind der Ansicht, dass Ruth dieses Schreiben in dessen mangelhafter Form nur in einem nicht mehr zurechnungsfähigen Zustand verfasst haben kann. Evie reißt kurzerhand den Zettel an sich und wirft ihn in den brennenden Kamin, und ohne es auszusprechen, steht für alle fest, dass sie diesen Zettel nie nach außen erwähnen werden.
Nach Ruths Tod kommen sich nun Henry und Margaret näher und Henry macht ihr einen Heiratsantrag. Seine übrige Familie ist entsetzt, sieht sich aber nicht imstande, sich gegen das Familienoberhaupt durchzusetzen. Als Helen unterdessen Leonard Bast trifft und entsetzt sieht, wie schlecht es ihm und Jacky geht, nimmt sie sie kurzerhand mit auf die Hochzeitsfeier von Henrys Tochter Evie. Henry soll endlich erweicht werden, doch sorgt das Verhalten der betrunkenen Mrs. Bast für einen Eklat bei der Feier. Als Jacky und Henry sich begegnen, erkennt sie in ihm den Mann, der sie als Sechzehnjährige im Ausland verführt und dann sitzengelassen hatte. Darüber kommt es zwischen beiden zu einem heftigen Streit, der eskaliert, da Jacky sich nach dem Tod ihrer Eltern allein durchschlagen musste, bis sie sich eine Rückfahrt nach England endlich leisten konnte. Henry vermutet in Erinnerung daran, wie auch Margaret ihn immer gedrängt hat, deren Verlobten Leonard zu unterstützen, dass dies eine von beiden Schwestern verabredete Verschwörung gegen ihn ist, und löst seine Verlobung mit Margaret. Margaret beschließt, Henry seine lange zurückliegende Tat zu verzeihen, und kann ihn schließlich überzeugen, dass sie nichts von Jackys Vorgeschichte wusste, sodass er die Auflösung der Verlobung zurücknimmt.
Helen und Leonard haben eine kurze Affäre, sie wird schwanger und reist auf unbestimmte Zeit nach Deutschland ab, ohne irgendwem von der Schwangerschaft zu erzählen. Die nichtssagenden, in Helens Namen verfassten Postkarten, die Margaret erhält, erscheinen dieser irgendwann so fremd, dass sie vermutet, ihrer Schwester sei etwas zugestoßen und eine fremde Person verschicke diese Karten. Margaret wohnt inzwischen bei Henry. Da Helen dauerhaft verreist und Tibby für sein Studium ausgezogen ist, hat Henry die Möbel abholen und unterstellen lassen, sodass das Haus übergeben werden konnte. Als Helen nach mehreren Monaten zurückkehrt und Charles erfährt, dass die Schwester seiner Stiefmutter unehelich geschwängert wurde und der Vater sich nicht um die werdende Mutter kümmert, ist er außer sich vor Wut über diese Schande, die damit auf seine Familie gefallen ist. Er sucht Tibby auf und geht ihn so hart an, dass der eine Vermutung äußert, dass Leonard der Vater sein könnte.
Kurz darauf sucht Leonard, in inzwischen sehr schlechter körperlicher Verfassung, die Schwestern auf und fällt dabei Charles in die Hände, der so lange auf ihn einschlägt, bis er gegen einen Schrank fällt, der umkippt und ihn unter sich begräbt. Leonard stirbt und die Polizei ermittelt die Umstände, wobei Henry schnell klar wird, dass sein Sohn mindestens wegen Totschlags und somit zu einer Gefängnisstrafe verurteilt werden wird. Als sich dies bewahrheitet, bespricht Henry sich mit Margaret und ruft wieder die Kinder zusammen; diesmal ist auch der zurückgekehrte Paul dabei. Er schlägt vor, dass Howards End, das Charles und Dolly zugedacht war, nun Margaret vermacht wird, und sie dafür sonst nichts weiter erben wird, sodass alles übrige Vermögen an die Kinder gehen wird. Die anderen stimmen schließlich zu und im Gehen lassen Dolly und Evie kurz die Bemerkung fallen, dass Howards End, wie auf Ruths Zettel verfügt, nun doch an Margaret gehe, ohne zu bemerken, dass diese in der Nähe der Tür steht und sie hören kann. Margaret hat jedoch nicht alles verstanden und fragt ihren Mann, wovon die beiden da gesprochen hätten. Henry sagt nur, er habe damals vom Krankenhaus einen Zettel bekommen, auf den Ruth mit Bleistift Margarets Namen gekritzelt habe. Da er gewusst habe, dass Ruth offensichtlich nicht mehr zurechnungsfähig gewesen sei, habe er es angemessen gefunden, dem Stück Papier keine Beachtung zu schenken. "Ich habe doch nichts Falsches getan?", lautet seine abschließende rhetorische Frage an Margaret.

## Produktion, Hintergrund

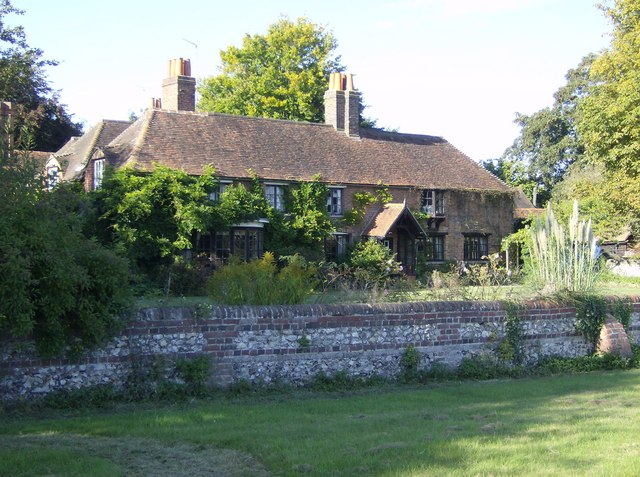
Das Peppard Cottage im Dorf Rotherfield Peppard nahe Reading diente als Kulisse für Howard’s End

Nach Zimmer mit Aussicht und Maurice verfilmten Produzent Ismael Merchant und Regisseur James Ivory mit Wiedersehen in Howards End bereits den dritten Roman von E. M. Forster.
Die Großmutter von Helena Bonham Carter, die in diesem Film Helen Schlegel darstellt, wohnte 1913 in demselben Kloster-Hotel auf Sizilien, in dem Bonham Carter während einer Filmproduktion mit Woody Allen logierte. Damals las ihre Großmutter dort den gerade erschienenen Roman Howards End.

## Kritiken
„Heraus kam eine meisterhafte Verfilmung des 1910 entstandenen Romans. Doch was für den einen genussvoller Historien-Kostüm-Schinken mit komponierten Zeit- und Sittenbildern einer Gesellschaft im Umbruch ist, hält der andere für Oscar-prämierte, gepflegte Langeweile.“

## Auszeichnungen (Auswahl)
- Oscar für die beste Hauptdarstellerin (Emma Thompson)
- Oscar für das beste Szenenbild (Luciana Arrighi, Ian Whittaker)
- Oscar für das beste adaptierte Drehbuch (Ruth Prawer Jhabvala)
- National Board of Review Award in den Kategorien Bester Film und Beste Regie
- British Academy Film Award für den besten Film
- Gilde-Filmpreis in Gold

## DVD-Veröffentlichung
- Wiedersehen in Howards End. Arthaus Premium-Edition (2 DVDs). Kinowelt Home Entertainment 2009

## Soundtrack
- Richard Robbins, Percy Grainger: Howards End. Original Motion Picture Soundtrack. Nimbus Records, Charlottesville 1992, Tonträger-Nr. NI 5339 – stereofone Originaleinspielung der Filmmusik unter der Leitung von Harry Rabinowitz